# Crytea mesomelas
Crytea mesomelas là một loài tò vò trong họ Ichneumonidae.